# Гайгер, Карл Август
Карл Август Гайгер (нем. Karl August Geiger; 3 февраля 1863 — 24 декабря 1937) — немецкий католический теолог, профессор канонического права и философии в Философско-теологическом колледже в Диллингене.

## Биография
Карл Август Гайгер родился 3 февраля 1863 года; он изучал теологию в Мюнхене и в 1885 году был рукоположен в священники. В 1886 году Гайгер написал и защитил диссертацию, став кандидатом теологии (Dr. theol.); после этого он стал городским капелланом в Аугсбурге. В 1888 году он получил должность курата (Hofkurat) во дворце Нимфенбург. Затем, в 1902 году, Карл Гайгер получил позицию профессора канонического права и философии в Философско-теологическом колледже, располагавшимся в Диллингене-ан-дер-Донау. Кроме того, он состоял в епископском Духовном совете (Geistlicher Rat). 11 ноября 1933 года Карл Август Гайгер был среди более 900 ученых и преподавателей немецких университетов и вузов, подписавших «Заявление профессоров о поддержке Адольфа Гитлера и национал-социалистического государства». Скончался 24 декабря 1937 года.
Карл Гайгер был одним из первых теологических исследователей суицида в древности — его работы по данному вопросу получили известность. В частности он задавался вопросом, как оценить стоическое отношение к самоубийству с христианской (католической) точки зрения.

## Работы
- Der Selbstmord im Klassischen Altertum: Historisch-Kritische Abhandlung. 1888. Reprint 2010.
- Das bayerische Konkordat vom 5. Juni 1817. Manz, Regensburg 1918.
- Handbuch für die gesamte Pfarramtsverwaltung im Königreiche Bayern. Zehnte Auflage der Anleitung zum geistlichen Geschäftstil. Mehrteilig. Regensburg 1910.
- Selbstmord // Handwörterbuch des deutschen Aberglaubens. 7, Berlin 1935/1936, S. 1627—1633.